# Lípa malolistá v zámeckém parku, Chyše
V parku zámeckém parku v obci Chyše roste památná[zdroj?] lípa malolistá (Tilia cordata). Obvod kmene je 561 cm ve výšce 50 cm a její výška dosahuje 27 m.

## Stromy v okolí
- Lípa velkolistá v zámeckém parku, Chyše